# Invasor (caballo)

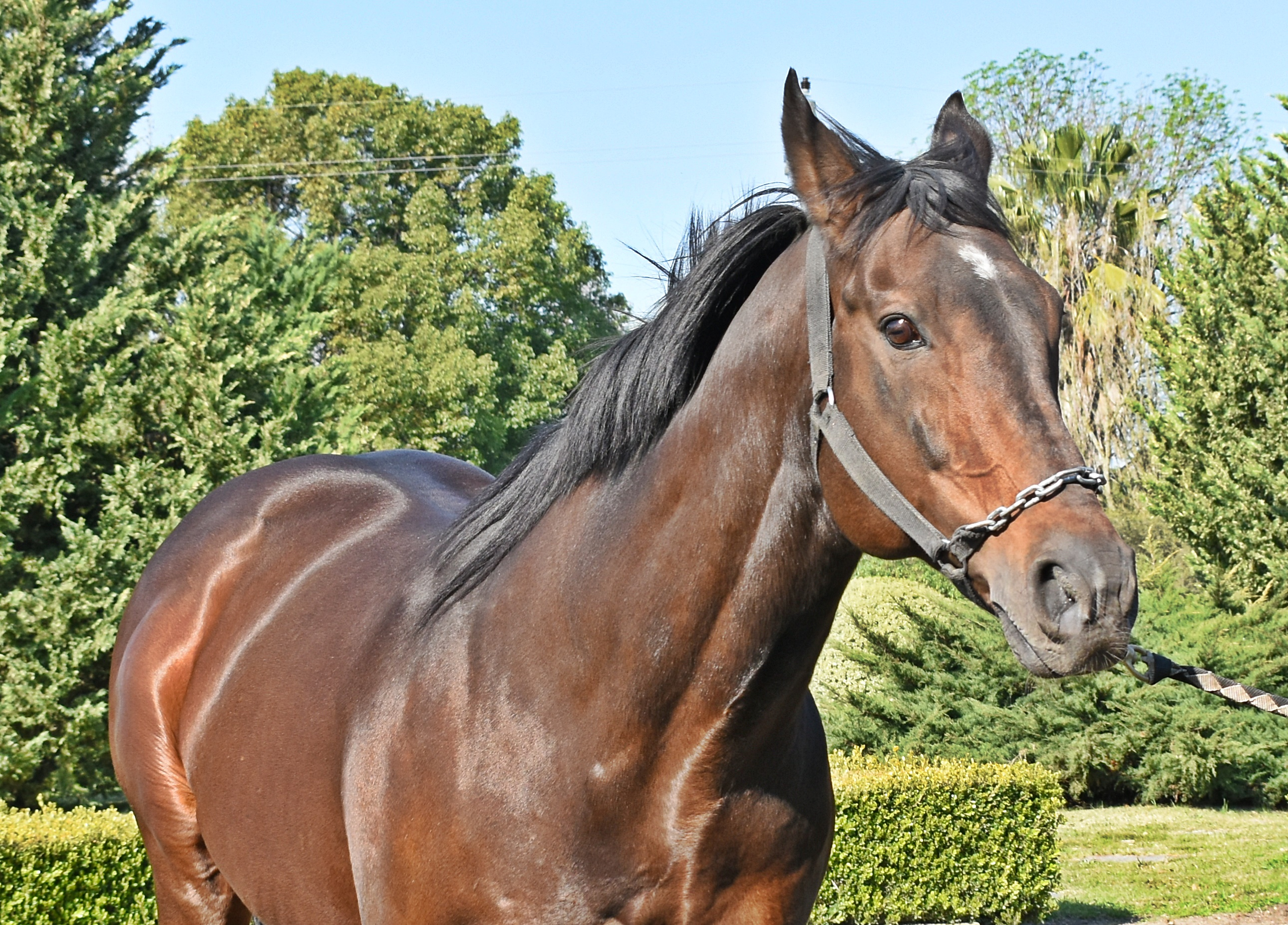

Invasor (nacido en el haras Clausan, hoy llamado haras Santa Inés Argentina, 2002) es un purasangre de pelo zaino colorado que llegó a Uruguay muy joven (Candy Stripes-Quendom, su madre).
Invasor disputó carreras en Uruguay, Dubái y Estados Unidos. Participó en doce carreras de las cuales ganó once, en la única que perdió finalizó cuarto. Sus ganancias en premios fueron de $7.804.070 de dólares.

## Historia
Es un caballo adquirido por tres propietarios uruguayos (Pablo, Juan y Luis) cuando potrillo y más adelante. Entrenado por Aníbal San Martin en Maroñas, Uruguay. Luego de triunfar en sus dos primeras carreras, resultó ganador de la Triple Corona y el Gran Premio Nacional de Uruguay.
En 2006, el jeque emiratí Hamdan bin Rashid Al Maktoum compró a Invasor, pagando aproximadamente 1,4 millones de dólares. Lo exportaron de Montevideo a Florida e inmediatamente después a Dubái para correr el UAE Derby, donde finalizó en el cuarto puesto, siendo su única derrota. En Estados Unidos fue entrenado por Kiaran McLaughlin y montado por Fernando Jara. Invasor ganó en carreras de grupo 1 en Belmont, Pimlico y Saratoga. Clasificó a la Breeders' Cup Classic, en que derrotó el gran  Bernardini. A principios de 2007 obtuvo una nueva victoria en Gulfstream Park, y se despidió con otro éxito en la Dubai World Cup, la carrera con el premio más grande del mundo. Invasor recibió el premio Eclipse a mejor caballo en Norteamérica, y lideró el ranking anual de la IFHA.
Invasor fue retirado el 23 de junio de 2007 debido a la fractura de un hueso en un área que se había dañado cuando era más joven. Desde 2008 sirve como semental en Shadwell Farm, Lexington, Kentucky. En julio de 2015 volvió a Uruguay para la temporada como padrillo en haras Cuatro Piedras.
Actualmente, sus hijos se encuentran replegados en el mundo, principalmente en Estados Unidos y en México, donde sólo existe un ejemplar sin debutar: "Weapon".
El 26 de abril de 2013 fue elegido para ingresar al Salón de la Fama en los Estados Unidos.